# Cenacolo di Andrea del Sarto
Il Cenacolo è un grande affresco (525x871 cm) di Andrea del Sarto, databile al 1511-1527 circa e conservato nel Museo del Cenacolo di Andrea del Sarto, vicino alla chiesa di San Salvi, a Firenze.

## Storia
L'opera, considerato fra i capolavori dell'artista, realizzata in larga parte tra il 1526 e il 1527. La commissione risaliva addirittura al 1511, quando il monaco vallombrosano Ilario Panichi incaricò l'artista allora giovanissimo, fornendogli i primi pagamenti. Inizialmente l'artista dipinse il sottarco (18 giornate), con l'aiuto di Andrea di Cosimo Feltrini per le grottesche. Qualcuno ha proposto l'aiuto del Franciabigio per le figure dei santi ma lo stile è assolutamente consono alla pittura di Andrea in questi anni. Sospesi i lavori per circa più di quindici anni, tra le varie vicende biografiche dell'artista, nel 1526 venne richiamato ad affrescare l'Ultima cena vera e propria, completata in 46 giornate. L'artista, al pieno della maturità, aveva nel frattempo accentuato l'intensità devozionale dei soggetti e sviluppato importanti ricerche sul colore.

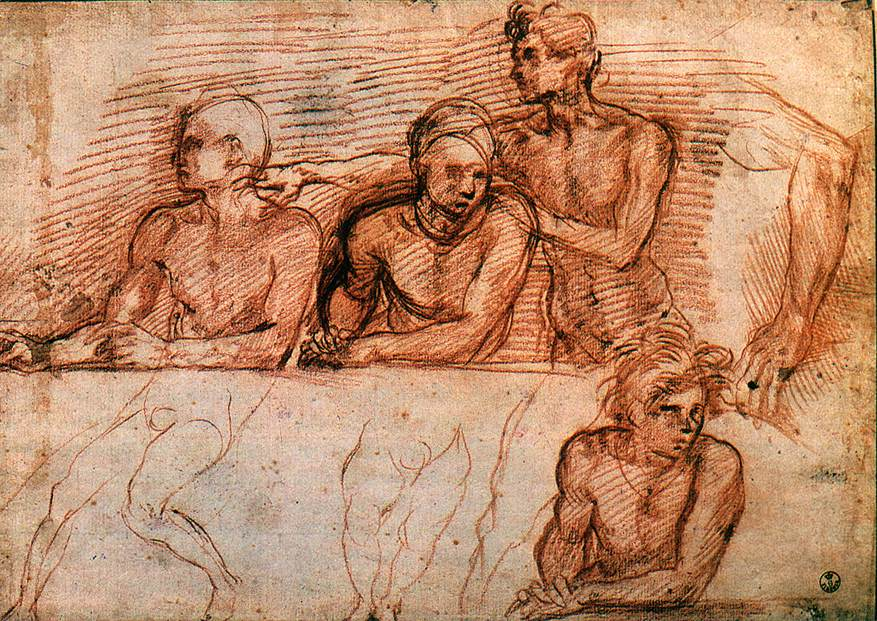
Studio preparatorio (Gabinetto dei Disegni e delle Stampe)

Come è noto, durante l'assedio di Firenze fu una delle pochissime opere superstiti fuori dalle mura di Firenze, l'unica di rilievo, e pare che i soldati imperiali furono così ammaliati dalla sua sorprendente modernità da risparmiarlo.
Nel 1534 il monastero divenne femminile e allora venne introdotta una rigida clausura che rese l'opera di fatto invisibile fino alle soppressioni. Ne esistevano però diverse copie, tra cui quella di Ridolfo del Ghirlandaio in Santa Maria degli Angeli e quella di Alessandro Allori nel Carmine.
Per la scena principale esistono numerosi disegni preparatori, che certificano l'accurato studio delle pose dei personaggi.

## Descrizione e stile

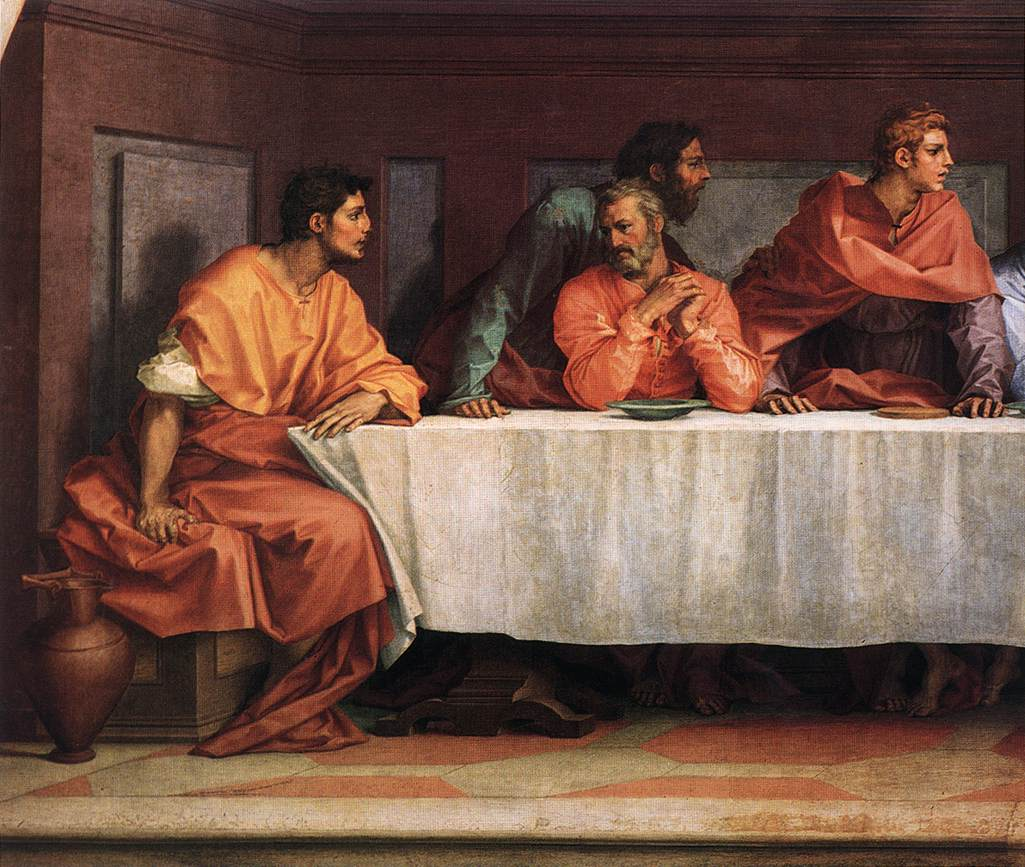
Dettaglio

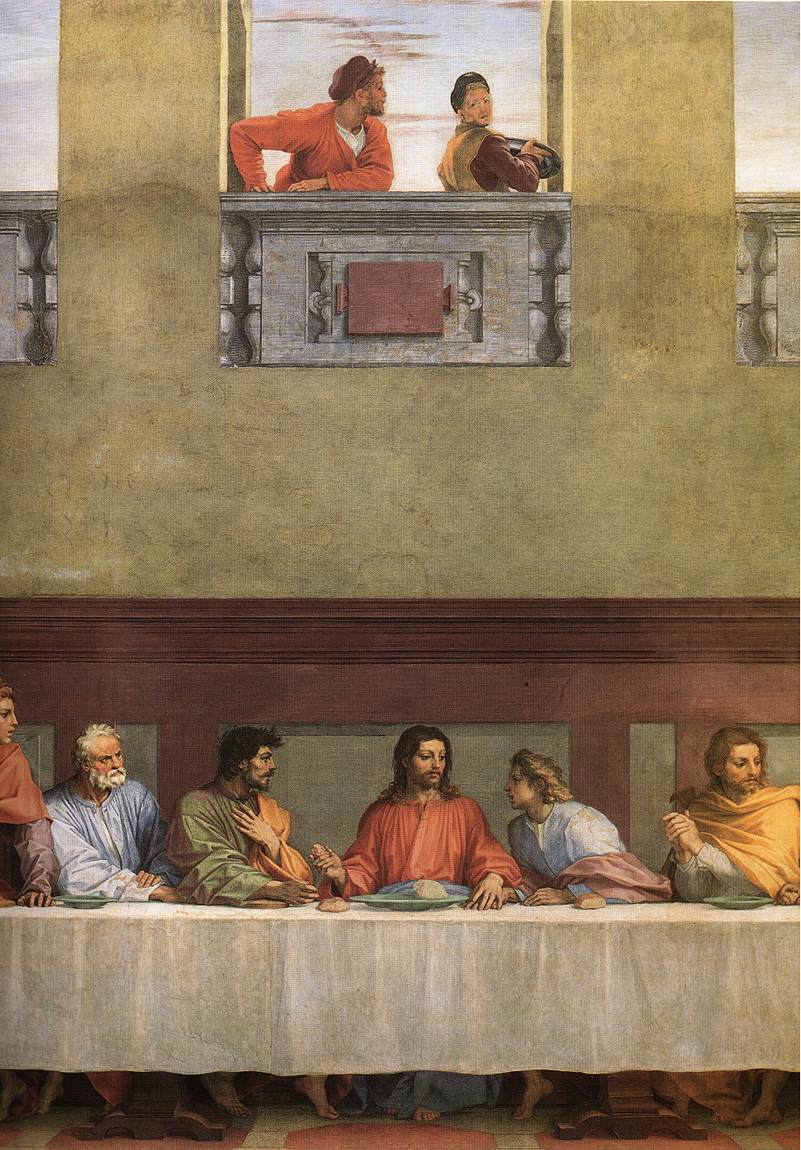
Dettaglio

Nella tradizione dei cenacoli dipinti nei monasteri fiorentini, quello di Andrea del Sarto è considerato solitamente il punto di arrivo più alto di un percorso avviato a metà del Trecento.
Si trova sulla parete di fondo del refettorio opposta all'entrata, e occupa tutti il registro superiore della parete, al di sotto dell'arco della volta. Nel sottarco, tra grottesche e riquadrature, si trovano cinque medaglioni San Giovanni Gualberto, San Salvi, la Trinità (con la particolare iconografia dei tre volti di Cristo riportata in auge da Savonarola), San Bernardino degli Uberti e San Benedetto.
In una stanza, con un lungo tavolo parallelo alla parete, gli apostoli stanno seduti, sconvolti dall'annuncio del tradimento appena pronunciato da Gesù. Nella scelta del momento il Sarto si ispirò a quanto fatto da Leonardo da Vinci a Milano, sebbene le sue figure gesticolano ma stanno composte al loro posto, nel solco di Ghirlandaio.
La parte più originale, che avrà grande fortuna nei decenni successivi, è quella superiore dove l'artista rappresenta una terrazza con passaggi architravati, dove due personaggi, sullo sfondo di un cielo al tramonto, assistono alla scena. Si tratta di una piccola scena di genere, poiché uno dei due tiene un vassoio ed è quindi un servitore della locanda, mentre l'altro, con le braccia saldamente appoggiate alla terrazza come se avesse appena finito di sbirciare giù, rivolge lo sguardo verso di lui, ruotando la testa di profilo. La tradizione voleva che questi fossero i ritratti di Andrea e dell'amata moglie, ma non è vero.
Giuda, come già fece Leonardo, non è separato al di qua dal tavolo come in tanti altri Cenacoli, ma è alla destra di Gesù, fedelmente al testo evangelico di Giovanni con la mano sul petto a dimostrare la sua incredulità, mentre riceve da Gesù un pezzo di pane inzuppato. Alla sinistra di Cristo è posto il suo discepolo prediletto, Giovanni, che si protende verso di lui come per poter ascoltare meglio le sue parole, mentre Gesù gli riserva un gesto di affetto tenendogli la mano e guardandolo con un'espressione rassicurante. La figura di Cristo appare così isolata al centro, tra lo sconcerto legato alle sue parole che si propaga fino alle estremità del lungo tavolo, nel commosso ma misurato gesticolare degli apostoli.
Il colore è brillante, ma i toni selezionati non sono quelli primari della tradizione quattrocentesca (rossi, azzurro, gialli intensi), ma piuttosto mezze tinte che danno un senso di leggero stridore: violetto, verdognolo, arancio, turchese, ecc. Numerosi effetti cangianti, come nella veste di Giuda, impreziosiscono ulteriormente la pittura. Tale cromia, tipica dell'artista, era la sua interpretazione della crisi che animava la pittura in quegli anni, ispirando una pittura con gli schemi del passato. Anche le pose ricercate, sebbene non interessate dalle distorsioni e dalle esasperazioni antomiche, di altri colleghi dell'artista (Pontormo e Rosso in primis), scegliendo tra atteggiamenti insoliti. La gamma dei sentimenti espressa varia dalla sorpresa, allo sconforto, all'angoscia, all'interrogazione reciproca, al dubbio di sé, pur senza arrivare alla drammaticità dell'insuperato modello leonardiano.
Un largo uso del chiaroscuro dà l'idea del movimento delle vesti e della plasticità delle figure.
Nella parte sottostante l'opera era stata realizzata una copertura della parete con pannelli di legno intagliati che in epoca imprecisarta andarono perduti, venendo sostituiti con una decorazione pittorica che crea l'effetto di specchiature lapidee.